# Yuji Yokoyama
Yuji Yokoyama (横山 雄次 Yokoyama Yūji?,  nacido el 6 de julio de 1969 en Saitama) es un exfutbolista japonés. Jugaba de centrocampista y su último club fue el Omiya Ardija de Japón.

## Trayectoria

### Clubes
| Club           | País  | Año         |
| -------------- | ----- | ----------- |
| Kashiwa Reysol | Japón | 1992 - 1997 |
| Avispa Fukuoka | Japón | 1998        |
| Omiya Ardija   | Japón | 1999 - 2000 |